# دابراوا (استان لووچ)
دابراوا (به بلغاری: Dabrava) یک منطقهٔ مسکونی در بلغارستان است که در شهرستان لووچ واقع شده‌است.